# Дійсність
Ді́йсність (ст.-укр. *доистьныи, пов'язане з істний, існісінький) — здійснена реальність у всій своїй сукупності — реальність не тільки речей, але і втілених ідей, цілей, ідеалів, суспільних інститутів, загальноприйнятого знання. На відміну від реальності, дійсність включає в собі також все ідеальне, яке прийняло втілений, матеріальний характер у вигляді різних продуктів людської діяльності — світу техніки, загальноприйнятого знання, моралі, держави, права. Поняття «дійсності» протилежне не поняттям «ілюзія», «фантазія», які також можуть бути здійснені, а поняттю «можливість». Все можливе може стати дійсним.

## Дійсність в античній філософії
Розрізнення дійсного і даного спогляданню грало важливу роль вже в античній філософії. Згідно з ученням Демокріта, лише в загальній думці існує колір, в думці — солодке, в думці — гірке, насправді ж існують тільки — атоми і порожнеча. «У загальній думці» у нього означає те ж, що «згідно із загальноприйнятою думкою» і «для нас», не за природою самих речей; природу ж самих речей він, у свою чергу, позначає виразом «насправді» (від слова «правда», «істинне»). Це розрізнення збігається, таким чином, у Демокріта з відмінністю між об'єктивно існуючою «природою речей» і формами її плотського сприйняття суб'єктом.
У зв'язку з цим питання про дійсність ставиться і вирішується далі як питання про «дійсну природу речей» і переплітається з проблемою пізнання дійсності і її критеріїв. Згідно з Сократом і Платоном, дійсність, будучи лише осягнута розумом, позбавлена всякого чуттєво сприйманого образу, а що оточує людину і даний йому в чуттєвому сприйнятті світ є лише спотворена подібність, «тінь» справжньої дійсності, «істинно сущого».
В ученні Платона дійсність набуває рис абсолютної незмінності і розглядається як нетлінний і нерухомий прообраз чуттєво сприйнятого світу, як «ідея», як чиста «суть».
Арістотель піддає критиці платонівську концепцію дійсності і розглядає чуттєво сприйнятий світ, сукупність емпірично спостережуваних одиничних тіл як справжню дійсність, а чисті, нереалізовані форми тіл — лише як можливість. Дійсність в ученні Арістотеля стає синонімом актуальної даності вічних і незмінних форм речей в матерії, в чуттєво сприйнятому світі. Категорія дійсності розглядається в його працях головним чином у зв'язку з проблемою реалізації можливості, її актуалізації за допомогою діяльності, цілеспрямованої зміни. Дійсність зображається їм урешті-решт як результат активної діяльності чистої форми (і далі «форми форм» божественного розуму), направленої на пасивну «матерію», як здійснення суті речі, як «енергія».

## Дійсність в середньовічній філософії
Середньовічна філософія з її зневагою до емпіричного дослідження світу, заданого відчуттями, і переважанням формально-логічного раціоналізму надає значення справжньої дійсності лише світу духовних явищ, які тлумачить релігійно-ідеалістично, часто в містичному поєднанні з грубо-чуттєвою символікою.

## Дійсність у діалектичному матеріалізмі
У діалектичному матеріалізмі дійсність — об'єктивна реальність як конкретно розвинена сукупність природних і суспільно-історичних явищ; що все існує з необхідністю як результат закономірного розвитку природи, суспільства і духовної культури в її об'єктивному значенні. Дійсність зазвичай протиполягає фантазіям, ілюзіям, нездійсненим і нездійсненним планам, намірам, нереалізованим можливостям і видимості, що приховує справжню картину і зміст явищ, подій, поглядів і теорій. Дійсність розкривається як система реально існуючих фактів, що зрозуміла в їх конкретно-історичній взаємодії, в процесі її саморозвитку, в її конкретній суті, оскільки вона складається насправді незалежно від волі і свідомості людей, суб'єкта. Кожне окреме явище в загальному контексті дійсності може мати абсолютно інше значення і зміст, ніж будучи штучно або природно ізольовано від неї.
Термін «дійсність» носить гносеологічний відтінок, на відміну від терміна «матерія». Протилежністю дійсності в актуальній реальності є видимість (здаєтність, те що здається).